# Beinn a' Chaisteil
Beinn a' Chaisteil är ett berg i Storbritannien.   Det ligger i kommunen Highland och riksdelen Skottland, i den norra delen av landet, 700 km norr om huvudstaden London. Toppen på Beinn a' Chaisteil är 787 meter över havet, eller 296 meter över den omgivande terrängen. Bredden vid basen är 14,1 km.
Terrängen runt Beinn a' Chaisteil är huvudsakligen kuperad.Runt Beinn a' Chaisteil är det ganska glesbefolkat, med 22 invånare per kvadratkilometer. Det finns inga samhällen i närheten. Trakten runt Beinn a' Chaisteil består i huvudsak av gräsmarker.